# Liste der Naturdenkmale in Roth an der Our
Die Liste der Naturdenkmale in Roth an der Our nennt die im Gemeindegebiet von Roth an der Our ausgewiesenen Naturdenkmale (Stand 13. April 2024).

## Naturdenkmale
| Nr.         | Bezeichnung                | Lage                              | Beschreibung | Bild            |
| ----------- | -------------------------- | --------------------------------- | --- | --------------- |
| ND-7232-503 | Linde an der Klosterkirche | Johanniterstraße, bei Nr. 19 Lage | auch Willibrordlinde; Tilia cordata, um 1200 gepflanzt; 8 m hoch bei 6,4 m Brusthöhenumfang und 12 m Kronendurchmesser | Fotos hochladen |